# Joanna Leszczyńska
Joanna Leszczyńska (Varsovia, 18 de diciembre de 1988) es una deportista polaca que compitió en remo.
Participó en dos Juegos Olímpicos de Verano, obteniendo una medalla de bronce en Río de Janeiro 2016, en la prueba de cuatro scull, y el octavo lugar en Londres 2012, en la misma prueba.
Ganó una medalla de bronce en el Campeonato Mundial de Remo de 2013 y tres medallas en el Campeonato Europeo de Remo entre los años 2012 y 2016.

## Palmarés internacional
| Juegos Olímpicos   | Juegos Olímpicos        | Juegos Olímpicos  | Juegos Olímpicos |
| Año                | Lugar                   | Medalla           | Prueba           |
| ------------------ | ----------------------- | ----------------- | ---------------- |
| 2016               | Río de Janeiro (Brasil) | Medalla de bronce | Cuatro scull     |
| Campeonato Mundial |                         |                   |                  |
| Año                | Lugar                   | Medalla           | Prueba           |
| 2013               | Chungju (Corea del Sur) | Medalla de bronce | Cuatro scull     |
| Campeonato Europeo |                         |                   |                  |
| Año                | Lugar                   | Medalla           | Prueba           |
| 2012               | Varese (Italia)         | Medalla de plata  | Cuatro scull     |
| 2015               | Poznań (Polonia)        | Medalla de bronce | Cuatro scull     |
| 2016               | Brandeburgo (Alemania)  | Medalla de plata  | Cuatro scull     |